# Contrat réel en droit français
Un contrat réel est un contrat parfait non par l'échange de consentement mais par la remise d'une chose. Cette catégorie de contrats, issue du droit romain, s'est progressivement réduite en raison de l'avènement du consensualisme selon lequel la seule rencontre des volontés doit suffire à former le contrat.
Exemples classiques : Contrat de prêt, contrat de dépôt, gage (avant l'entrée en vigueur de l'ordonnance du 23 mars 2006).
Pour être valablement formé, le contrat réel doit impliquer la remise d'une chose. Cette remise n'est pas une formalité probatoire mais une formalité requise à titre de validité. Si celui qui s'engage dans un contrat réel ne remet pas la chose, alors le contrat réel n'est pas formé et dès lors il s'agit d'une simple promesse de contracter. Aussi, comme c'est une obligation de faire, le promettant (celui qui promet de remettre la chose) ne peut être condamné qu'a verser des dommages et intérêts au bénéficiaire de la promesse. Le juge ne peut pas condamner le promettant a s'exécuter en remettant la chose au bénéficiaire. Aussi, le contrat réel pose un problème en matière de prêt. En effet, le bénéficiaire du prêt ne pourrait obtenir que des dommages et intérêts en cas d'inexécution du préteur et non obtenir la remise de la chose par l'exécution forcée. Par conséquent, la Cour de cassation a opéré un revirement de jurisprudence pour les contrats de prêt consentis par un professionnel du crédit (banque, mutuelle ou coopérative).
En France, classiquement le contrat de prêt est un contrat réel. Pourtant la jurisprudence a décidé en 2000 d'exclure de cette catégorie le prêt consenti par un professionnel du crédit. Le contrat de prêt entre particuliers demeure un contrat réel.
La réforme des sûretés du 23 mars 2006 a retiré le gage des contrats réels, qui est désormais un contrat solennel que le législateur s'emploie à rendre sans dépossession. La remise de la chose reste possible, elle sert alors à prouver le gage.